# Biela de acoplamiento

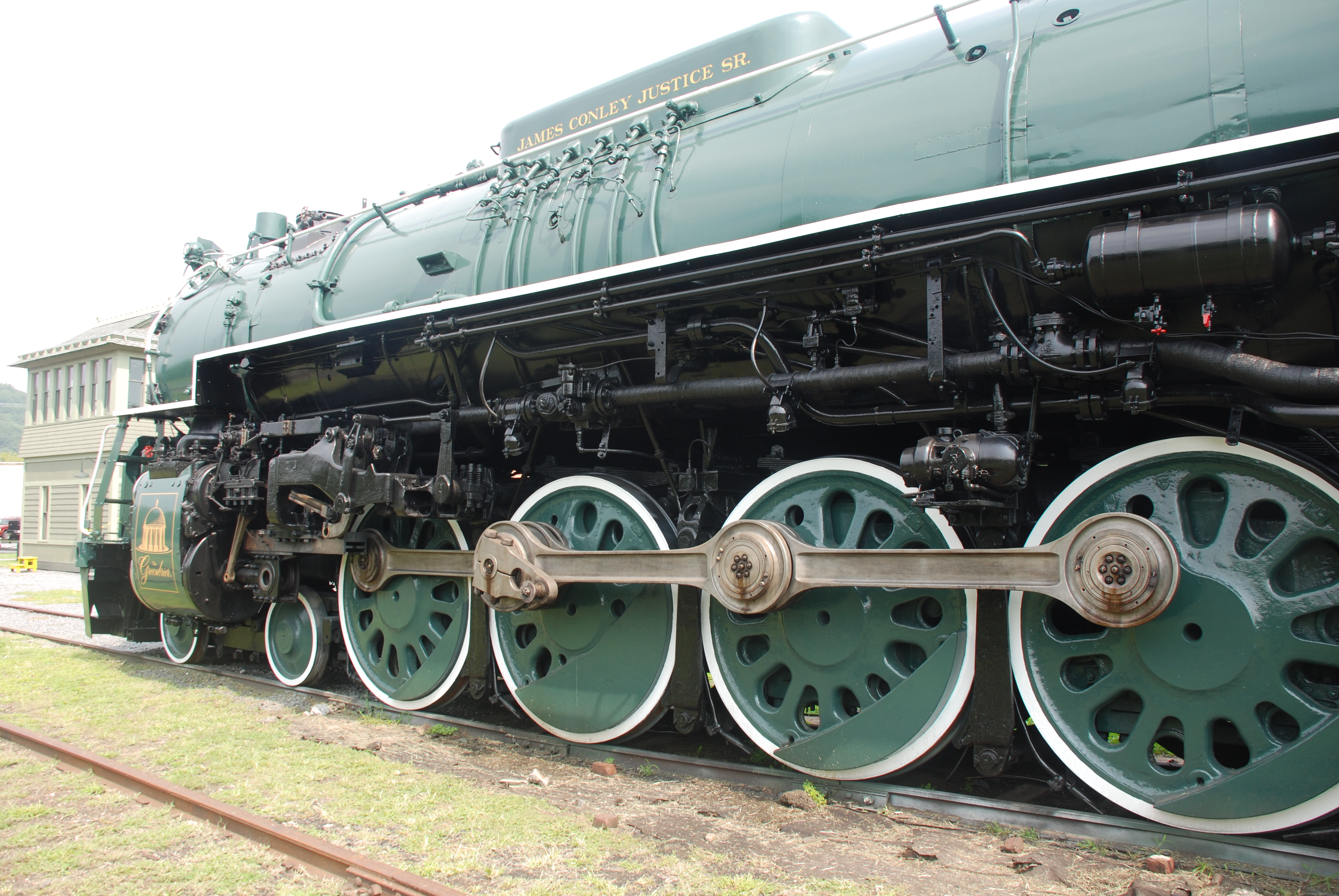
Biela de acoplamiento que enlaza cuatro ruedas de una locomotora del Ferrocarril de Chesapeake y Ohio

Una biela de acoplamiento o barra lateral es un elemento mecánico que conecta una serie de ruedas consecutivas de una locomotora, convirtiéndolas en ruedas tractoras al hacerlas solidarias con una biela accionada directamente por el motor de la máquina. Es una disposición especialmente utilizada en el caso de las locomotoras de vapor, aunque también puede verse en algunas locomotoras diésel y eléctricas, sobre todo en las más antiguas, y en las máquinas de maniobras. Las bielas de acoplamiento transfieren la potencia del motor a todas las ruedas que conectan entre sí.

## Desarrollo
La Locomotion No. 1 fue la primera locomotora en emplear barras de acoplamiento en lugar de cadenas de transmisión. En la década de 1930 se desarrollaron las primeras bielas de acoplamiento realmente fiables, equipadas con rodamientos.

## Holgura del movimiento vertical

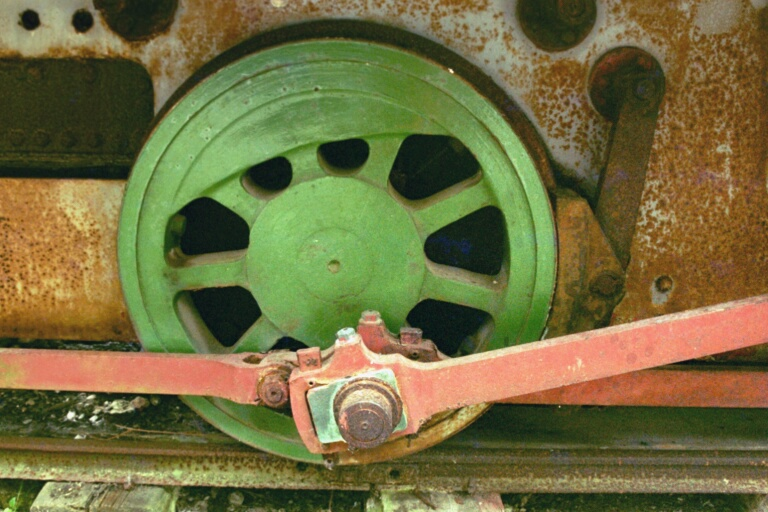
Biela de transmisión y biela de acoplamiento unidas a la rueda motriz de una locomotora

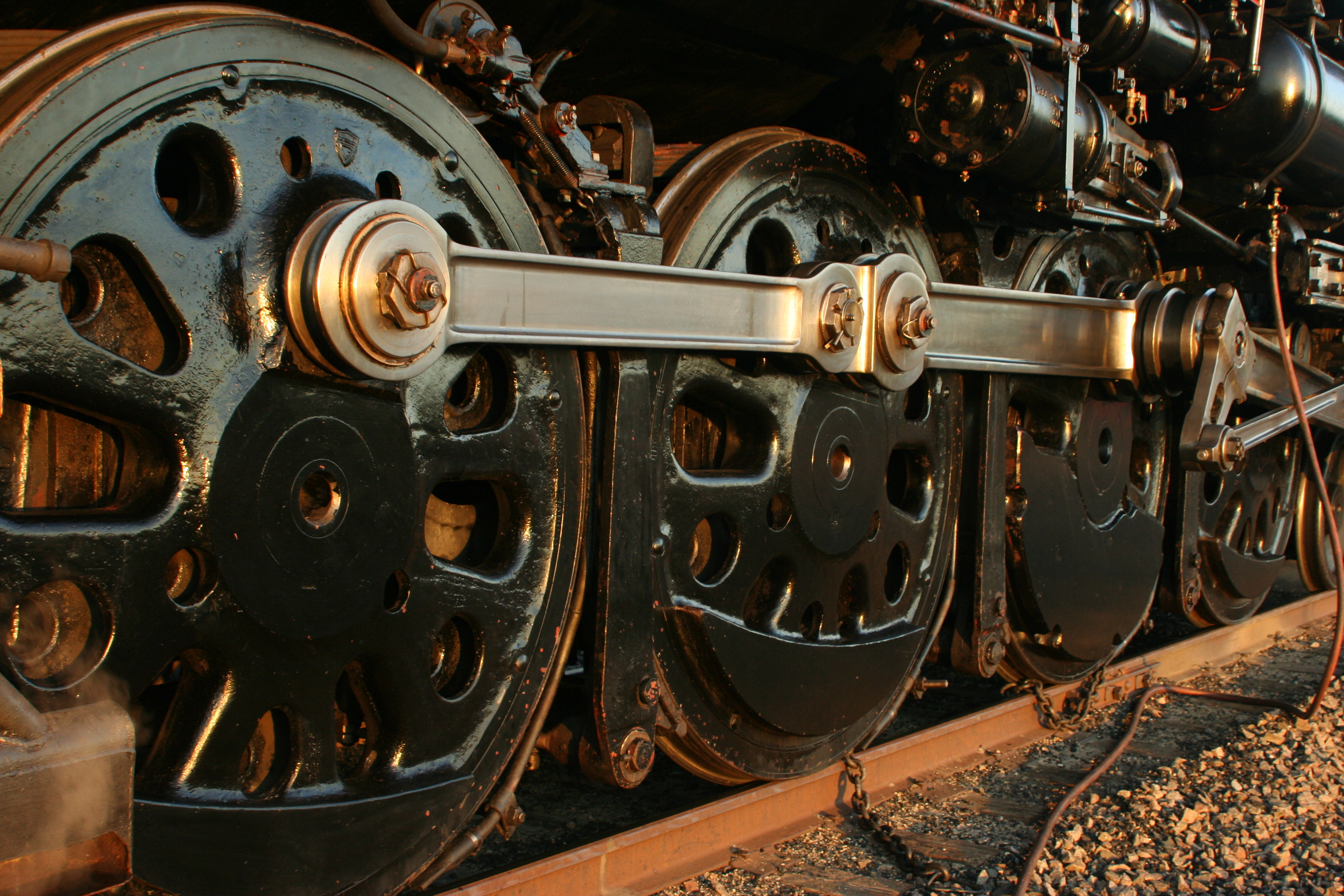
Barras laterales con bisagras que conectan las ruedas motrices de una locomotora 4-8-4

En general, todos los vehículos ferroviarios disponen de sistemas de suspensión con resortes, dado que las irregularidades de las vías podrían hacer que las ruedas se despegaran de los raíles, causando daños por impacto tanto en la vía como en el material móvil. Las ruedas motrices generalmente se diseñan de modo que tengan una holgura de movimiento vertical de alrededor de 1 pulgada (2,5 cm). Cuando solo hay dos ejes acoplados, este valor de desplazamiento solo ejerce una ligera tensión en los pasadores del cigüeñal. Sin embargo, con más ejes, se deben tomar medidas para permitir que cada eje se mueva verticalmente independientemente de los demás sin doblar la barra de acoplamiento. Esto se puede lograr permitiendo que la biela se desplace localmente en cada pasador intermedio, ya sea diseñando el pasador como una bisagra, o agregando una articulación adyacente al pasador, como se muestra en la ilustración.
Otra alternativa es usar una barra lateral que abarque varios ejes mediante el uso de la articulación conocida como yugo escocés en cada eje intermedio. Esta solución era bastante común cuando se usaban barras laterales para unir un eje intermedio a dos o más ruedas motrices en las locomotoras eléctricas y en algunas de las primeras locomotoras con motores de combustión interna. La locomotora suiza Ce 6/8II Cocodrilo es un ejemplo destacado.

## Equilibrado

Animación del funcionamiento de una locomotora, en el que se aprecia cómo se mueve la barra de acoplamiento

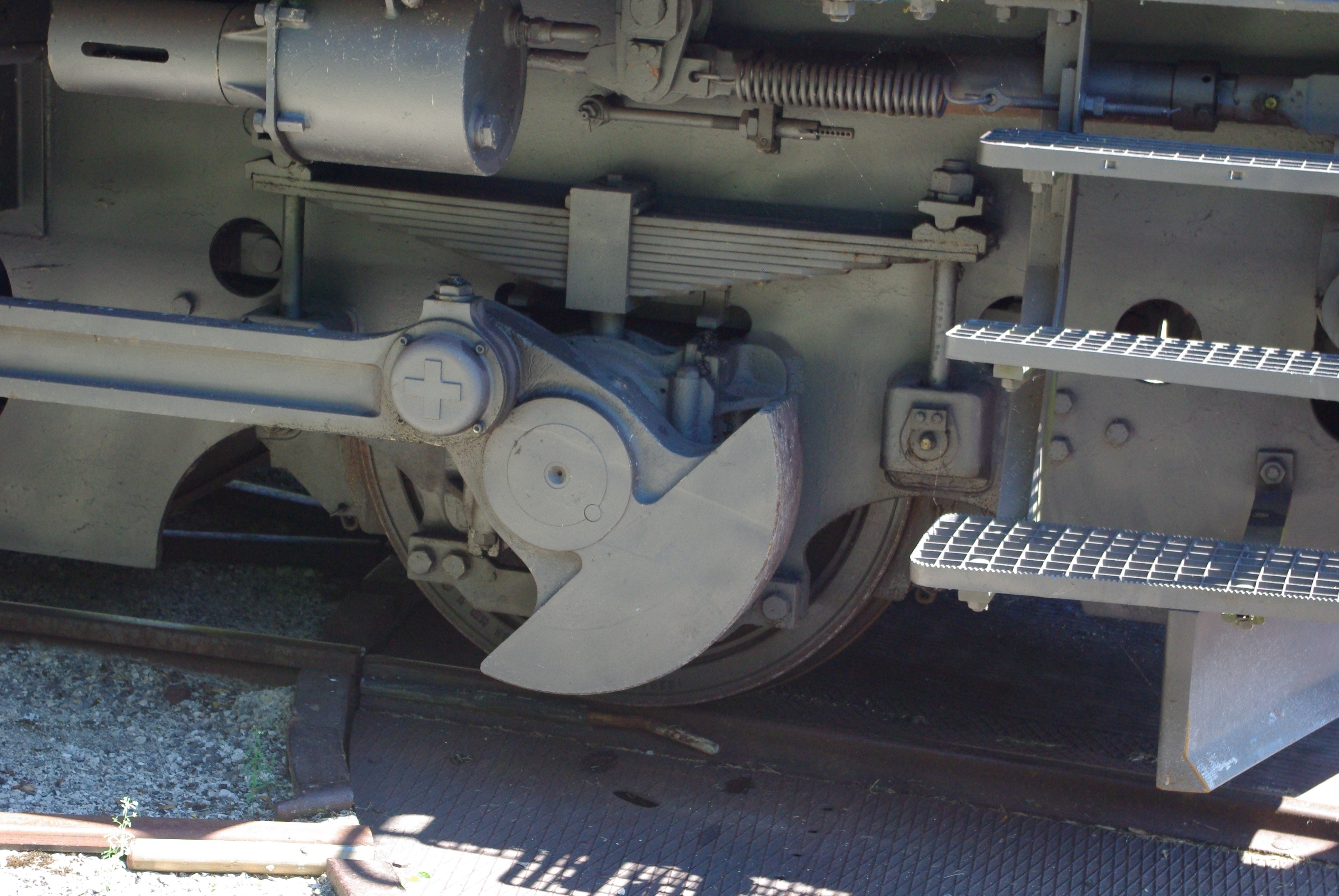
Contrapeso en un pequeña locomotora diésel-eléctrica de maniobras con bastidor exterior, una Tem II suiza

El descentrado de la barra de acoplamiento con respecto al muñón del cigüeñal de la rueda motriz, crea inevitablemente un movimiento excéntrico que genera una vibración cuando está en movimiento. Para compensar este efecto, las ruedas motrices de una locomotora con bastidor interno siempre tenían contrapesos incorporados para compensar el momento angular de las barras de acoplamiento, como se muestra en las figuras anteriores. En las locomotoras de bastidor exterior, el contrapeso podía estar en la rueda motriz o en la manivela situada fuera del bastidor, como se muestra en la figura adyacente.
Si el movimiento de las barras laterales es puramente circular, como en las locomotoras accionadas mediante ejes intermedios o cuando la transmisión se sirve de ruedas dentadas, es posible equilibrar con contrapesos prácticamente todo del movimiento de las bielas de acoplamiento. Sin embargo, si una parte del movimiento no es circular, como por ejemplo, en el caso del movimiento horizontal del vástago de un pistón, no es posible utilizar contrapesos para equilibrar perfectamente el sistema mecánico. En una rueda tractora en la que coincidan una barra de acoplamiento y una manivela conectada a un pistón, el contrapeso necesitaría equilibrar el movimiento horizontal del pistón, y la barra de conexión sería más pesada que el contrapeso necesario para equilibrar el peso vertical del vástago del pistón. En consecuencia, un contrapeso diseñado para minimizar la vibración total no será capaz de minimizar la componente vertical de la vibración.
La componente vertical de la vibración que no puede ser eliminada debido al peso necesario para equilibrar los pistones se denomina golpe de martillo. Este efecto repercute negativamente tanto sobre las locomotoras como sobre la propia vía. En algunas locomotoras, este martilleo puede ser tan intenso a medida que aumenta la velocidad de una locomotora, que las ruedas tractoras llegan a saltar sobre la cabeza del raíl, generando un intenso golpeo al completar su rotación. Desafortunadamente, este efecto es inherente a las ruedas tractoras de las locomotoras de vapor equipadas con tan solo dos cilindros, convirtiéndose en un motivo más que hizo que este tipo de máquinas fueran retiradas del servicio en cuanto se dispuso de sistemas de tracción mucho menos agresivos respecto a la conservación de la vía.

## Materiales
Inicialmente, las barras de acoplamiento estaban forjadas con acero. A medida que la tecnología progresó y se obtuvieron mejores materiales, se fabricaron con aleaciones más ligeras y resistentes, lo que a su vez permitió utilizar contrapesos más pequeños y también redujo el martilleo.